# Веттлауфер, Элизабет
Элизабет Трейси Мэй Веттлауфер (англ. Elizabeth Tracy Mae Wettlaufer; род. 10 июня 1967) — канадская медсестра и серийная убийца. Работая медсестрой в трех медицинских центрах по уходу за престарелыми в Юго-Западном Онтарио в течение 2007 — 2016 годов, она убила 8  пациентов и покушалась на убийство ещё шести.

## Биография
Элизабет Мэй Паркер, после замужества сменившая имя на Элизабет Трейси Мэй Веттлауфер, родилась 10 июня 1967 года, в городке Вудсток, (провинция Онтарио, Канада). Её родители исповедовали баптизм. В начале 1980-х годов она окончила «Huron Park Secondary School», после чего получила степень бакалавра религиоведения в «Heritage College & Seminary», после чего отучилась на медсестру в «Conestoga College», медицинская лицензия была выдана ей 8 июля 1995 года. В 1997 году Паркер вышла замуж и взяла фамилию мужа — Веттлауфер. В течение многих лет Веттлауфер страдала наркозависимостью, из-за этого она в начале 2007 года  развелась с мужем, а к моменту ареста прекратила общение почти со всеми родственниками. Соседи однако отзывались о преступнице только с положительной стороны. 

### Серия убийств
В течение 2007—2016 годов Элизабет Веттлауфер работала медицинской сестрой в трех разных учреждениях по уходу за престарелыми людьми. Как удалось установить следствию, первые два покушения на убийство Веттлауфер совершила, работая медсестрой в «Caressant Car»,  25 июня и 31 декабря 2007 года, попытавшись отравить инсулиновой инъекцией тяжелобольных  сестер — 87-летнюю Клотильду Адриано и Альбину Димидейрос, однако дозы инсулина, введенные жертвам, оказались недостаточными, чтобы убить пациенток. Тем не менее, вскоре они умерли по естественным причинам. 11 августа 2007 года Веттлауфер отравила смертельной инъекцией тяжелобольного 84-летнего ветерана Второй мировой войны и отца шестерых детей Джеймса Силкокса.
В марте 2014 года она убила 84-летнего Мориса Гранта, 87-летнюю Глэдис Милорд, 95-летнюю Хелен Метисон, 96-летнюю Марию Журавинский, 90-летнюю Хелен Янг и 79-летнюю Морин Пикеринг, а также покушалась на убийство 63-летнего Майкла Придла и 57-летнего Уэйна Хеджеса. Однако в том же году она уволилась из медицинского центра и стала подрабатывать на неполный рабочий день сиделкой для тяжелобольных пациентов на дому и ещё в нескольких медицинских учреждениях. Так, в 2015—2016 годах она покушалась на убийство 77-летней Сандры Таулер и 68-летней Беверли Бертрам, а также убила 75-летнего Арпата Хорваза.

## Арест и суд
В сентябре 2016 года страдающая наркозависимостью Веттлауфер легла в реабилитационный центр «Centre for Addiction and Mental Health» в Торонто, (Онтарио, Канада). 16 сентября 2016 года она призналась сотрудникам в том, что во время работы медсестрой занималась убийствами своих пациентов, а те, в свою очередь, уведомили об этом «Conestoga College», выдавший ранее ей лицензию, и правоохранительные органы. 30 сентября 2016 года Веттлауфер добровольно отказалась от медицинской лицензии, написав в образовательное учреждение письмо на 4 листа, в котором также призналась в убийствах своих пациентов. Кроме того, Элизабет Веттлауфер рассказала, что уже признавалась в совершении убийств своему адвокату, однако тот порекомендовал держать это в секрете и также не сообщил в полицию.
Элизабет Веттлауфер была официально арестована 25 октября 2016 года с предъявлением ей обвинений в совершении 8 убийств, после дополнительного расследования её медицинской деятельности,  13 января 2017 года преступнице также предъявили обвинения в шести случаях покушения на убийство, в том числе двух из них при отягчающих обстоятельствах. 1 июня 2017 года Веттлауфер признала свою вину по всем пунктам обвинения, и 26 июня того же года была приговорена к пожизненному лишению свободы без права на условно-досрочное освобождение в течение 25 лет. В последнем слове, перед оглашением приговора она раскаялась и попросила прощения у всех присутствующих в зале суда.
До марта 2018 года отбывала наказание в исправительном учреждении для женщин «Grand Valley Institution for Women» в городе Китченер (Онтарио, Канада). Однако затем была переведена в тюремную больницу при одном из исправительных учреждений Монреаля для оказания медицинской помощи в связи с обострившимся сахарным диабетом.